# Tajueco
Tajueco es una localidad y también un municipio de la comarca de Berlanga, en la provincia de Soria, 
comunidad autónoma de Castilla y León, España. 
Desde el punto de vista jerárquico de la Iglesia católica forma parte de la diócesis de Osma la cual, a su vez, depende de la archidiócesis de Burgos.

## Geografía

Término municipal.

Situado en el sur de la provincia de Soria, comunidad autónoma de Castilla y León, junto al río Duero. 
Todo el pueblo está rodeado por una extensa superficie de pinares, con abundantes fuentes y paisajes impresionantes. Fuente de la Rana, en la carretera de Berlanga. Otro merendero por el camino de Andaluz al que llaman El Huerto moreno. Manadero del Molinillo, antaño repleto de cangrejos. Dos pozas donde las mujeres lavaban la ropa. La Poza de arriba está techada y es más bonita.
Entre el pueblo y Torreandaluz hay una Fuente del Sapo y una leyenda en la que un pueblo feneció por sus aguas envenenadas. 
En su término e incluidos en la Red Natura 2000 los siguientes lugares:
- Lugar de Interés Comunitario conocido como Riberas del Río Duero y afluentes, ocupando 10 hectáreas, el 1 % de su término.[1]

## Historia
Desde la Edad Media formó parte de la Comunidad de Villa y Tierra de Andaluz, constituida en 1089 por el Fuero de Andaluz.
A la caída del Antiguo Régimen la localidad se constituye en municipio constitucional en la región de Castilla la Vieja, partido de Almazán que en el censo de 1842 contaba con 57 hogares y 272 vecinos.

## Geografía humana

### Demografía
Cuenta con una población de 57 habitantes (INE 2024).
| Gráfica de evolución demográfica de Tajueco entre 1842 y 2021                                                         |
| |
| Población de derecho según los censos de población del INE. Población de hecho según los censos de población del INE. |

## Cultura
Este pueblo, que históricamente perteneció a la Tierra de Andaluz o Fuentepinilla, es famoso en la provincia por haber conservado su tradición alfarera de basto y vidriada, que hasta hace poco cocían en hornos árabes.
En el anochecer del día de los Santos tiene lugar el Cántico de las animas. El día del Corpus se bendice a los niños nacidos en el último año, que son cada vez menos, poniéndolos sobre la tierra madre para ser tocados por los estandartes y pendones que portan los mozos, bajo una enramada con flores construida en la moderna plaza mayor.

### Festividades
Tajueco tiene dos festividades, divididas entre la temporada de verano e invierno.
San Antonio es el patrón de las fiestas. Se celebra el segundo fin de semana de junio, viernes y sábado. En 2012, se celebró los días 8, 9 y 10 de junio.
El último fin de semana de octubre se celebra San Roque. En 2012 esta festividad se celebró los días 28 y 29 de octubre.

## Monumentos y lugares de interés
Iglesia de San Pedro, muy reformada, que aún conserva elementos góticos.